# Gerda Knudsen
 Gerda Knudsen, född 1899 i Bergen, död 1945, var en norsk målare.
Hon var elev till Pola Gauguin i Oslo, i Paris till André Lhote och Pedro Araujo 1921–1922 och Fernand Léger 1924. I en kantig, uttrycksfull form och en kylig, säkert behärskad kolorit återgav hon fint den fuktiga atmosfären och den frodiga grönskan i vestlandsnaturen, och målade även porträtt och stilleben. Nasjonalmuseet/Nasjonalgalleriet i Oslo äger ett sunnmørslandskap, ett porträtt av målaren Agnes Hiorth (1939) och en hönsbild. Hon är även väl representerad i Bergen Kunstmuseum.